# پسر (فیلم ۲۰۰۹)
«پسر» (انگلیسی: Boy (2009 film)) یک فیلم است که در سال ۲۰۰۹ منتشر شد.